# Etničke grupe Mongolije
Etničke grupe Mongolije: 2.629.000 (UN Country Population; 2007), 18 naroda.
- Bajad, 55.000
- Britanci, 199
- Burjati, 71.000
- Dariganga, 45.000
- Darhat, 21.000
- Durbet 76.000
- Džahčin (Zahčin)
- Evenki 1100
- Halha 1.762.000
- Hoton, 4900
- Kalmici 185.000
- Kazahi 141.000
- Mandarinski Kinezi 39.000
- Mongoli (periferalni) 132.000: Ujumchin (Uzemchin, Ujumuchin), Jostu (Kharchin, Kharachin), Tumut (Tumet), Jirim (Khorchin), Urat, Ordos.
- Rusi 4100
- Tuvinci 30.000
- Ujguri
- Ukrajinci 7900